# Nils Håkansson i Björstorp
Nils Svante Håkansson (i riksdagen kallad Håkansson i Björstorp), född 18 april 1838 i Vittsjö socken, Kristianstads län, död 18 mars 1925 i Vittsjö, var en svensk lantbrukare och riksdagsman.
Nils Håkansson var lantbrukare i Björstorp i Kristianstads län. Han var ledamot av riksdagens andra kammare 1888-1890, invald i Västra Göinge domsagas valkrets. Han återkom senare till riksdagen som ledamot av första kammaren åren 1892-1895, invald i Kristianstads läns valkrets. Han tillhörde Nya lantmannapartiet 1888-1890 och var 1892-1895 kopplad till Första kammarens protektionistiska parti.